# ایتساک پرلمان
ایتساک پـِرلمان (به عبری: יצחק פרלמן؛ به لاتین: Itzhak Perlman) (زادهٔ ۳۱ اوت ۱۹۴۵، تل‌آویو) موسیقی‌دان، ویولنیست، مدرس موسیقی، و رهبر ارکستر اسرائیلیِ لهستانی‌تبار است که در شمار بزرگ‌ترین و مشهورترین ویولنیست‌های قرن بیستم قرار دارد. او در ویولن شاگرد ایوان گالامیان بوده‌است.

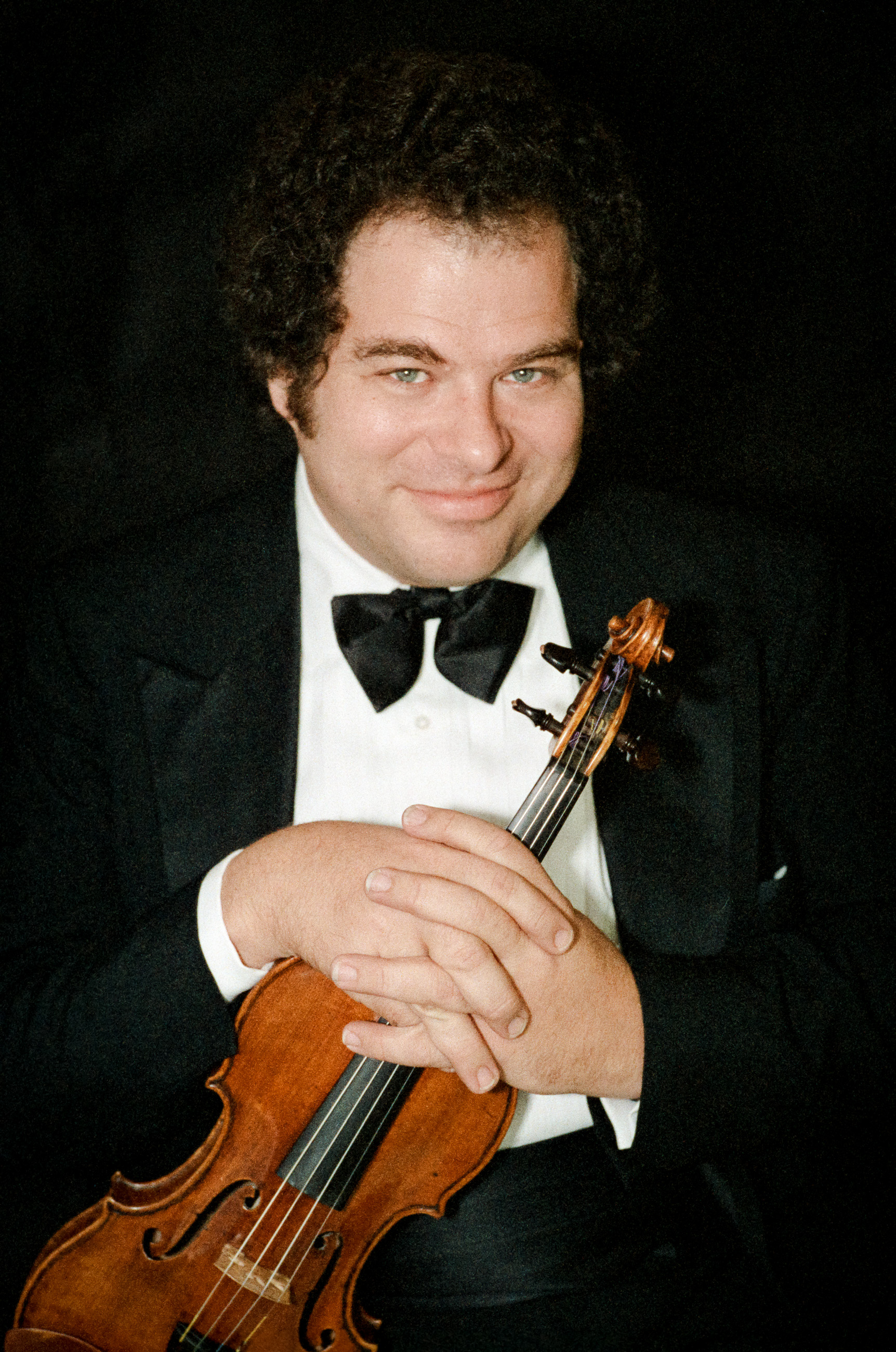
پرلمان در ۱۹۸۴

پرلمان، از دوران جوانی تاکنون، جوایز بسیار معتبرِ متعددی گرفته است؛ ازجمله، چندین بار موفق به دریافت جایزهٔ گرمی شده‌است.
در تیتراژ فیلم فهرست شیندلر، که توسط جان ویلیامز ساخته شده‌است، وی به‌عنوان ویولنیست هنرنمایی می‌کند.

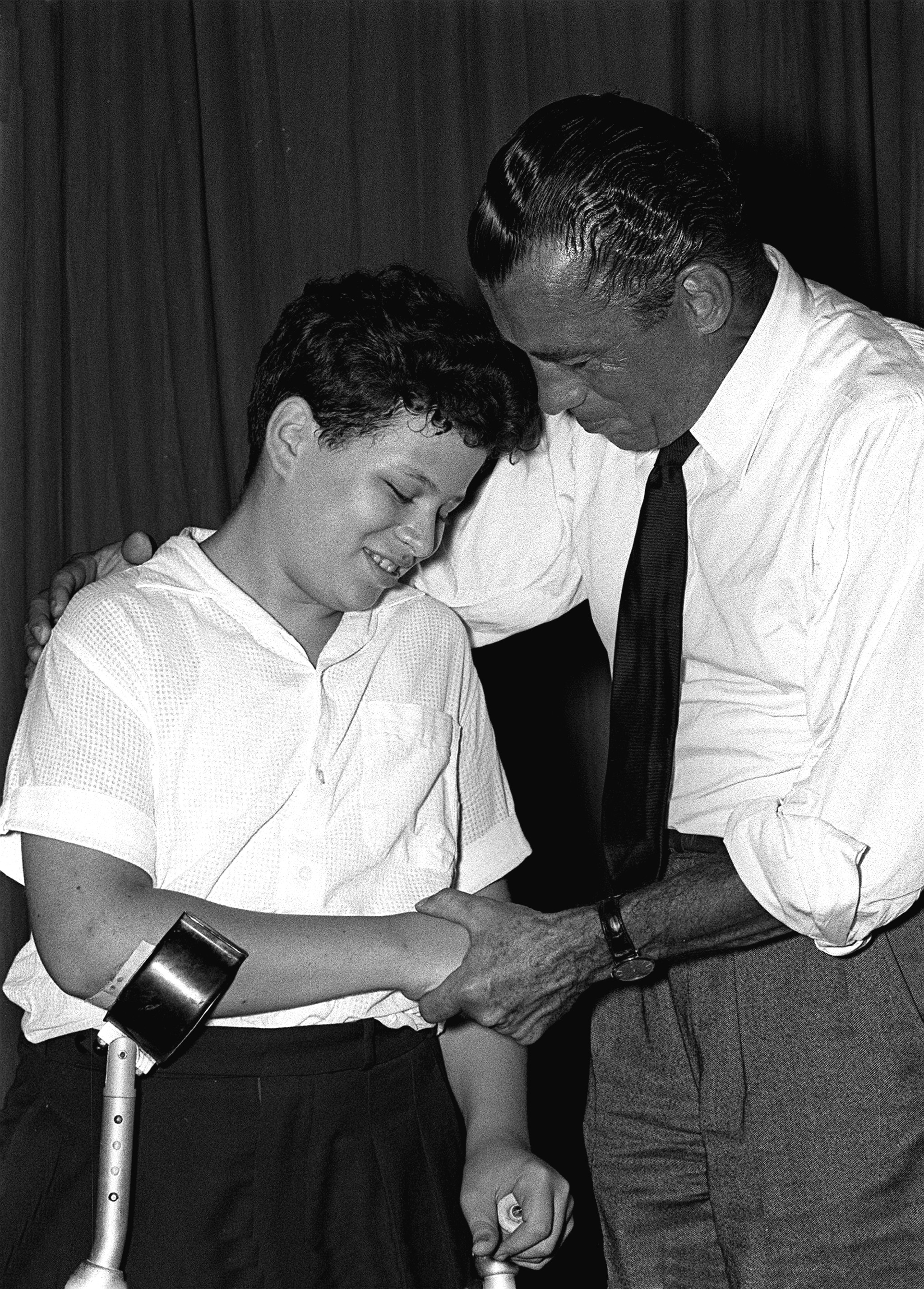
اِد سالیوان درحال تبریک‌گفتن به پرلمانِ سیزده‌ساله، پس از اجرای یک کنسرت (۱۹۵۸)

پرلمان در چهارسالگی به بیماری فلج اطفال مبتلا شده و از آن زمان، هنگام راه‌رفتن، از عصا استفاده می‌کند. هنگام اجرای موسیقی و نیز رهبری ارکستر، همواره بر صندلی می‌نشیند.
ایتساک پرلمان و همسرش، توبی (Toby)، که او نیز ویولن می‌نوازد، در نیویورک زندگی می‌کنند. پنج فرزند دارند. دخترشان، نَواه (Navah)، پیانیست است.